# AOKP
Android Open Kang Project, abbreviato AOKP (20 novembre 2011) è un progetto riguardante la distribuzione di software open source per smartphone e tablet basati su Android. È stato sviluppato come Free and Open Source Software ed è basato sulle release ufficiali Android Open Source Project di Google, con l'aggiunta di codici proprietari e di terze parti.
Si tratta di una distribuzione di firmware personalizzati per diversi dispositivi Android prevalentemente di alta fascia. Il nome è un gioco di parole, il Team Kang (Gli Sviluppatori di AOKP), più AOSP (Android Open Source Project). Il nome era stato scelto per scherzo all'inizio, però è poi rimasto invariato, proprio come il loro simbolo, l'unicorno.
Il Team Kang prende il codice sorgente di Android che Google pubblica ogni volta che fa una nuova release, per poi aggiungere nuove caratteristiche e funzioni, che rendono il dispositivo più personalizzabile, funzionale ed interessante.
Ci sono una serie di motivi per cui gli utenti Android amano AOKP quando iniziano ad usarlo.
Il primo motivo è che AOKP è leggero. La maggior parte degli OEM forniscono un livello di interfaccia utente pesante ed una quantità variabile di Bloatware, ossia delle utilities (Applicazioni di Sistema) che non tutti utilizzano, che sono removibili solo con una shell. AOKP è invece composto solo delle GApps (Le Utilities di Android Intrinseco) e alcune applicazioni riguardanti la ROM.
Un altro motivo è che in AOKP, ci sono molte più funzionalità, possibilità di personalizzazione, compatibilità e molto altro rispetto al firmware originale che viene installato sui dispositivi di qualsiasi marchio, questo grazie ai permessi di root e alla fantasia degli sviluppatori del Team Kang. Ci sono una moltitudine di opzioni per cambiare tantissime impostazioni del dispositivo a portata di mano, tramite il "ROM Control". È anche possibile lanciare rapidamente le applicazioni da qualsiasi schermata usando le gesture.
È possibile modificare quasi ogni aspetto del sistema operativo, dal suo aspetto, al modo in cui funziona, con totale libertà.

## Versioni AOKP
Ci sono due tipi di build, le Nightly, e le Milestone.
Nightly: Sono Release fatte ogni 3 giorni, e possiedono la versione più recente del codice. Le Nightly possono però contenere dei bug.
Milestones: Sono Release più stabili, che di solito vengono pubblicate una volta al mese.
Per essere avvisati delle nuove release AOKP per il vostro dispositivo c'è l'applicazione AOKPush scaricabile da Google Play.

## Team Kang
roman, Aldo Jr, scar45, sethyx, nitroz, zaphod, khasmek, marclandis, justreboot, Stevespear426, akellar, dhacker29, jbirdvegas, rohan32, willdeberry, bmc08gt, tdm, sixstringsg, qnhoang81, championswimmer, whitehawkx, bajee, protekk, kecinzer, kwes1020, Renaud P.